# Onthophagus tripartitus
Onthophagus tripartitus là một loài bọ cánh cứng trong họ Bọ hung (Scarabaeidae).